# Poederlakken

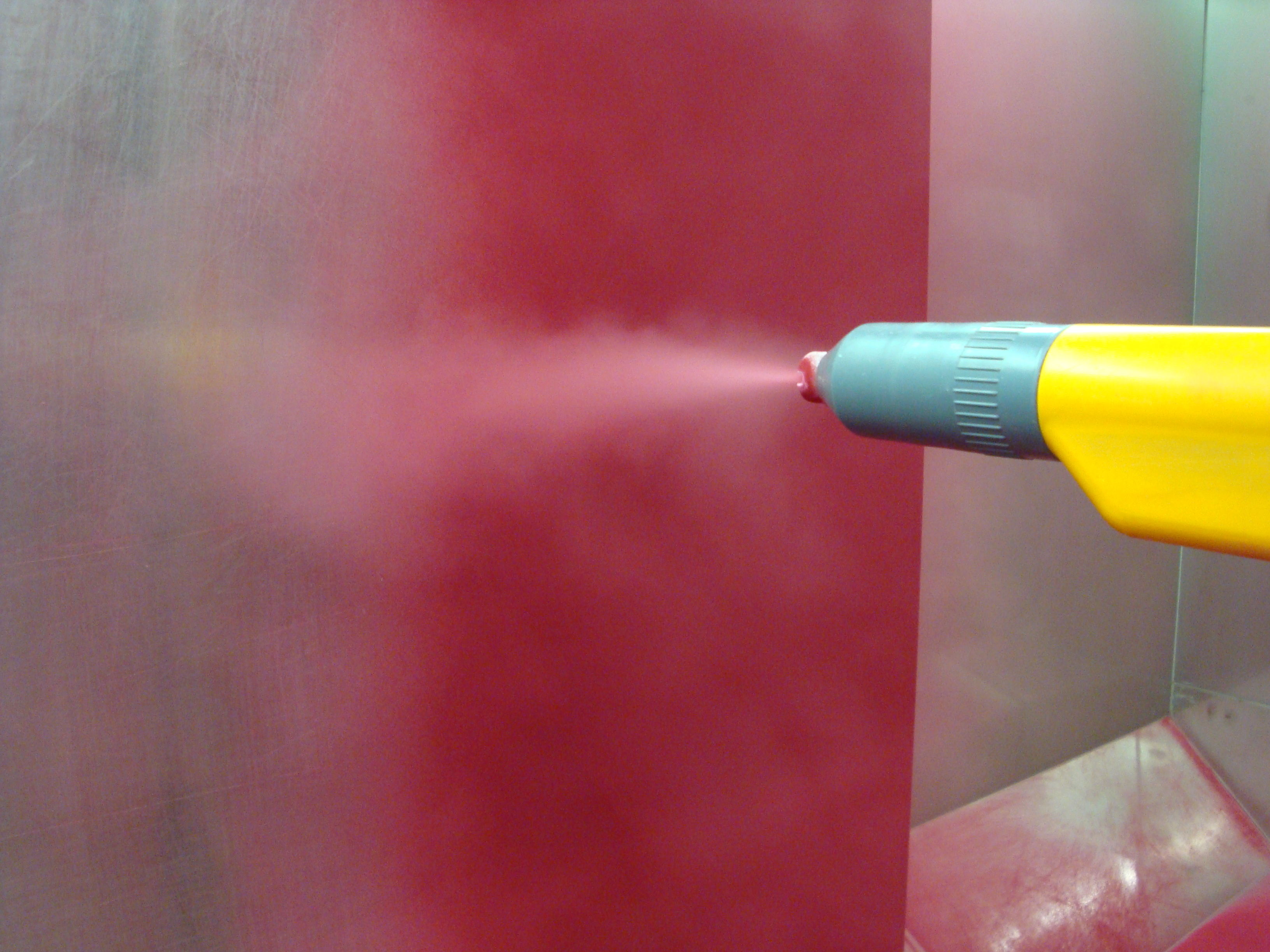
Toepassing van het poederlakproces

Poederlakken, ook wel poedercoaten of poederverven genoemd, is een elektrostatisch verfproces waarbij met perslucht, negatief geladen poeder op een geaard substraat verstoven wordt. Hierdoor blijft het poeder tijdelijk plakken, waarna het in een oven gesmolten of uitgemoffeld wordt.
Poederlak wordt in zijn breedste vorm toegepast op verschillende metalen variërend van dun plaat- en profielmateriaal tot en met zwaar constructiestaal. Het wordt tevens op bescheiden schaal toegepast op hout (mdf/hdf).
De verf is niet vloeibaar maar wordt geleverd in poedervorm. De poederdeeltjes bevatten bindmiddel, pigment en enkele hulpstoffen om de coating beter te laten binden.

## Verfproces
De meest gangbare verwerkingsmethode is via elektrostatisch spuiten. Het voorwerp wordt daarbij elektrisch geaard en de poederverf wordt via een luchtmengsel naar het object verspoten (verneveld) waarbij het tijdens het verlaten van het spuitpistool elektrostatisch wordt geladen. Deze poederverfdeeltjes laten zich nu door het geaarde voorwerp aantrekken en slaan daarop neer. Hierdoor wordt ook deels de achterzijde van het voorwerp met poederverf bedekt, wat tijdens conventioneel verfspuiten anders als overspray verloren zou gaan. Vervolgens gaat het voorwerp met daarop poederlak een op 140°C tot 220°C ingestelde oven in. Tijdens de opwarmfase veranderen de vaste poederlakdeeltjes eerst naar vloeibare (verf)vorm, waarna het bij toegenomen temperatuur stroperig wordt en ten slotte uithardt tot vast verffilm.
Door het elektrostatisch principe (potentiaalverschil tussen het poeder en het werkstuk) blijft het poeder aan het werkstuk kleven. Het opladen van de poederdeeltjes kan zowel door het creëren van een spanningsveld (corona-oplading) als door het opwekken van wrijving in het pistool (tribo-oplading).
Het verwerken van een metallic, flakes, chroom look, blank, candy en hamerslag is met poedercoaten ook mogelijk. De meeste bedrijven die poedercoaten uitoefenen hebben deze technieken niet in huis.

## Voordelen
Het voordeel van het poederlakken is dat er bij dit lakproces geen oplosmiddelen vrijkomen. Dit komt doordat de lak uit een vaste stof bestaat en er geen chemische additieven nodig zijn om deze aan het werkstuk te laten hechten. Ook kan lak die in eerste instantie niet aan het product hecht hergebruikt worden, omdat het overtollige poeder nogmaals op een product gespoten kan worden. Deze twee eigenschappen maken het poederlakproces milieuvriendelijk. In combinatie met een thermisch verzinkte ondergrond of staal voorzien van een KTL-lak biedt poederlakken een zeer duurzame bescherming tegen corrosie en uitstekende bestendigheid tegen extreme weersinvloeden.
Poederverf bevat geen oplos- en/of verdunningsmiddel en is volledig vrij van zware metalen zoals loodchromaat voor gele kleuren. Ook voor het 3 tot 5% aanwezige bezwaarlijke TGIC (verharder in weerbestendig polyesterpoederlak) zijn inmiddels vervangers ingezet.

## Nadelen
De nadelen van poederlakken zijn dat het te lakken deel geleidend moet zijn en dat delen bestand moeten zijn tegen de hogere temperatuur die noodzakelijk is om het poeder te smelten.
Ook moet er een 100% rein oppervlak zijn. Dit vergt veelal grote investeringen voor de voorbehandeling. Bij onvoldoende reinheid ontstaan onthechtingsproblemen.
Doordat er veel warmte nodig is om het poeder te laten versmelten met het oppervlak zijn grote objecten van dik staal langdurig niet hanteerbaar.
Poederlak moet gemoffeld worden en dat kost energie (gas), wat nadelig is voor het milieu.

## Kleuren
Polyesters (PE) poeders worden veelzijdig gebruikt voor de kleur eigenschap en UV-weerbaarheid. De PE lagen hebben een nadelige vochtdoorlaatbaarheid, vocht kan in veel gevallen leiden tot corrosie van het substraat en het afbladeren van de laklaag, daarom voor substraten in een vochtig milieu gekozen voor een combinatie laklaag-, poedercoatsysteem. Hierbij wordt epoxy als primer op het substraat gebruikt, door zijn waterafstotende eigenschappen, en afgewerkt met een PE topcoating. Het polyester biedt bescherming tegen UV degradatie van de epoxy die hier vatbaar voor is. Polyester lakken/coatings brengen zowel esthetische als beschermende voordelen.

## Toepassing
Poederlakken worden vrij algemeen toegepast. Voorbeelden van toepassingen zijn balkonhekken, stalen meubels, radiatoren, witgoed (koelkasten en dergelijke), auto-onderdelen, stalen hekken en profielen.
De toegepaste poeders zijn meestal op polyesters, epoxy, polyurethaan → anti graffiti of een hybride (combinatie van polyester en epoxy) basis.